# Assammakaak
De assammakaak of bergresusaap (Macaca assamensis) is een soort van het 
geslacht makaken (Macaca). De assammakaak komt van nature voor in de tropische wouden van het zuiden en zuidoosten van Azië.

## Kenmerken
De assammakaak heeft een korte, gelig tot donkerbruin gekleurde vacht. De rug is donkerder gekleurd dan de buik. Het dier heeft een rossig gekleurd, onbehaard gezicht en een korte (20 tot 40 cm lange) staart. Kop en romp zijn samen tussen de 50 en 73 cm lang. De mannetjes zijn groter dan de vrouwtjes. Mannetjes kunnen tussen 10 en 14,5 kg wegen, terwijl vrouwtjes tussen de 8 en 12 kg zwaar zijn.

## Verspreiding

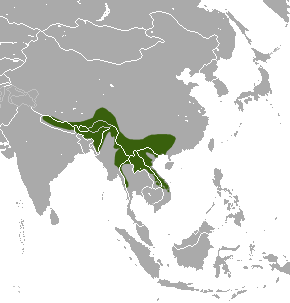
Oorspronkelijk verspreidingsgebied van de assammakaak.

Assammakaken komen voor in het zuiden en zuidoosten van Azië. Ze leven in de tropische bossen aan de voet van de oostelijke Himalaya in Nepal, India en Bhutan, in de lagere gebergtes van het oosten van India en Bangladesh, in het bergachtige grensgebied tussen het zuidwesten van China, het zuidoosten van Tibet en het noorden van Myanmar en Thailand en in de wouden van Vietnam en Laos.
Tegenwoordig raakt het verspreidingsgebied steeds verder versnipperd als gevolg van het kappen van bos en oprukken van bebouwing.

## Levenswijze
Assammakaken leven op de grond en zijn voornamelijk overdag actief. Het zijn omnivore dieren die zich voeden met vruchten, bladeren, ander plantaardig materiaal en kleine prooidieren. Assammakaken leven in groepen van 10 tot 50 dieren, met daarin meerdere mannetjes en vrouwtjes. De groepen zijn matrilineair opgebouwd: bij beide geslachten in de groep bestaat een strikte rangorde.
Over de voortplanting is relatief weinig bekend. De draagtijd bedraagt ongeveer 165 dagen. Meestal wordt een enkel jong gebaard. De jongen worden 6 tot 12 maanden lang gezoogd. Terwijl de mannetjes wanneer ze geslachtsrijp worden de groep moeten verlaten, blijven de vrouwtjes hun leven lang bij dezelfde groep horen.

## Bedreigingen
De grootste bedreiging voor de assammakaak is het verdwijnen van zijn leefgebied. De westelijke ondersoort Macaca assamensis pelops, die in het noordoosten van India en omringende landen leeft, is over een aantal kleine reservaten verspreid. Van deze ondersoort zijn er nog slechts 300 dieren in leven. De IUCN kent aan deze ondersoort de status endangered (sterk bedreigd) toe. De oostelijke ondersoort Macaca assamensis assamensis is talrijker. De IUCN geeft de hele soort de status vulnerable (kwetsbaar, bedreigd).
In Nepal wordt de assammakaak bejaagd door de Raute, een etnische groep. De Raute schrijven aan het vlees van het dier geneeskrachtige werking toe. Van de huiden worden trommels gemaakt.